# Puente Jontoya
El Puente Jontoya es un barrio residencial de Jaén, situado a unos 3 km de la ciudad. Se extiende por la vega del río Jaén. Se estima que en verano lo habitan más de 3.000 personas, permaneciendo el resto del año el 15 % de ellos como población fija.

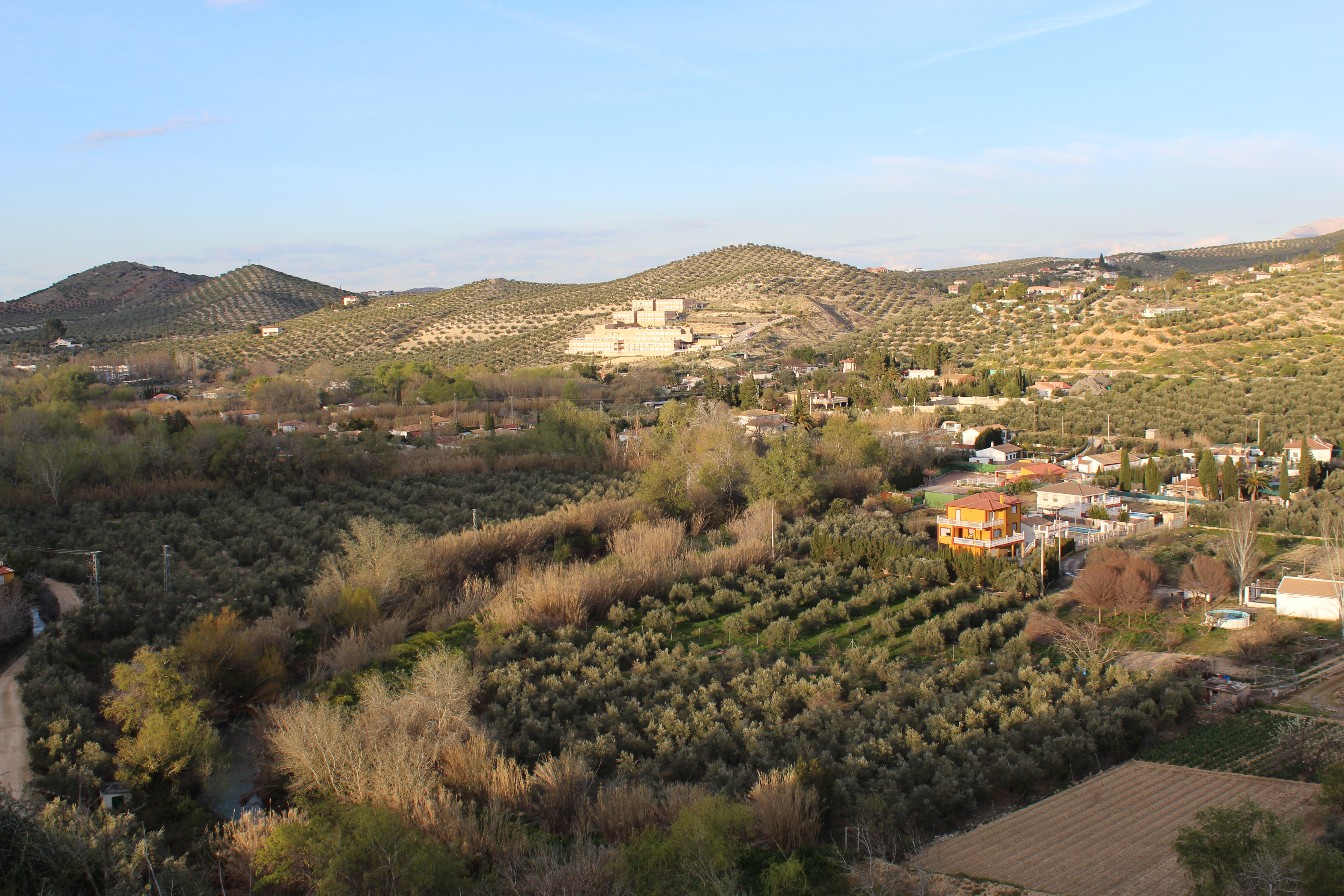
Vista de la vega, con sus campos de cultivo y viviendas, del Puente Jontoya.

Se comunica con Jaén al oeste y La Guardia de Jaén al este mediante la carretera JA-3200, ubicándose a medio camino entre ambas poblaciones. Y al sur con el Puente de la Sierra mediante la JA-3209.

## Historia del puente
El nombre del barrio procede del constructor del puente que permitía cruzar el río, Manuel Jontoya Taracena (1819-1890).
A mediados del siglo XIX, Manuel Jontoya, madrileño de nacimiento, liberal, que fue diputado por Jaén y senador por la provincia de Jaén, adquirió el Molino del Alguacil y lo convirtió en una fábrica de harinas. Era asimismo dueño del Palacio de los Covaleda Nicuesa. Con el objetivo de facilitar el paso a hortelanos, viajeros y porteadores de su fábrica de harinas, consiguió que el ayuntamiento, del que era recaudador, construyera a expensas del mismo en 1863 un puente metálico, el llamado Puente Jontoya. Años después de fallecer, el 21 de enero de 1895 un fuerte temporal y avenida del río lo destruyó.
El nuevo propietario de la fábrica de harinas desde 1893, Fidel Álvarez Ochoa, médico santanderino llegado a Jaén ese mismo año, reconstruyó el puente metálico ya a costa de los interesados, según un proyecto de la sociedad de Altos Hornos de Bilbao, finalizándose en 1897. Este puente también se lo llevó las aguas años después.
En el puente de hormigón armado actual se pueden observar parte de los pilares de piedra originales.

## El barrio
Por los años setenta, gran parte de los hortelanos que trabajaban esta zona comenzaron a vender los terrenos en que desarrollaban su labor. De esta manera, muchos jienenses comenzaron a adquirirlos y a poblar la zona con fines vacacionales, con casas de verano, para disfrutar de tranquilidad, temperaturas más suaves, piscinas, etc. El número de casas y de habitantes fue creciendo, llegándose a construir un edificio de apartamentos que se sumó a esas casas unifamiliares.
Este edificio ofrece entre 150 y 200 apartamentos para alquilar, y se ubica junto al puente por el que cruza el río Jaén.
Se celebran en el barrio un gran número de actividades y actos a lo largo del año, como las lumbres de San Antón, las cruces de mayo, etc.